# Onikanstadion
Het Onikanstadion is een multifunctioneel stadion in Lagos, een stad in Nigeria.
Het stadion wordt vooral gebruikt voor voetbalwedstrijden, de voetbalclubs Stationery Stores FC, First Bank FC en Julius Berger FC maken gebruik van dit stadion. In het stadion is plaats voor 5.000 toeschouwers. Het stadion werd geopend in 1930. Het stadion heette tussen 1936 en 1963 het Koning George V-Stadion  en tussen 1963 en 1973 het Lagos Citystadion.